# Euphorbia tetrapora
Euphorbia tetrapora är en törelväxtart som beskrevs av Georg George Engelmann. Euphorbia tetrapora ingår i släktet törlar, och familjen törelväxter. Inga underarter finns listade i Catalogue of Life.